# 서동시집

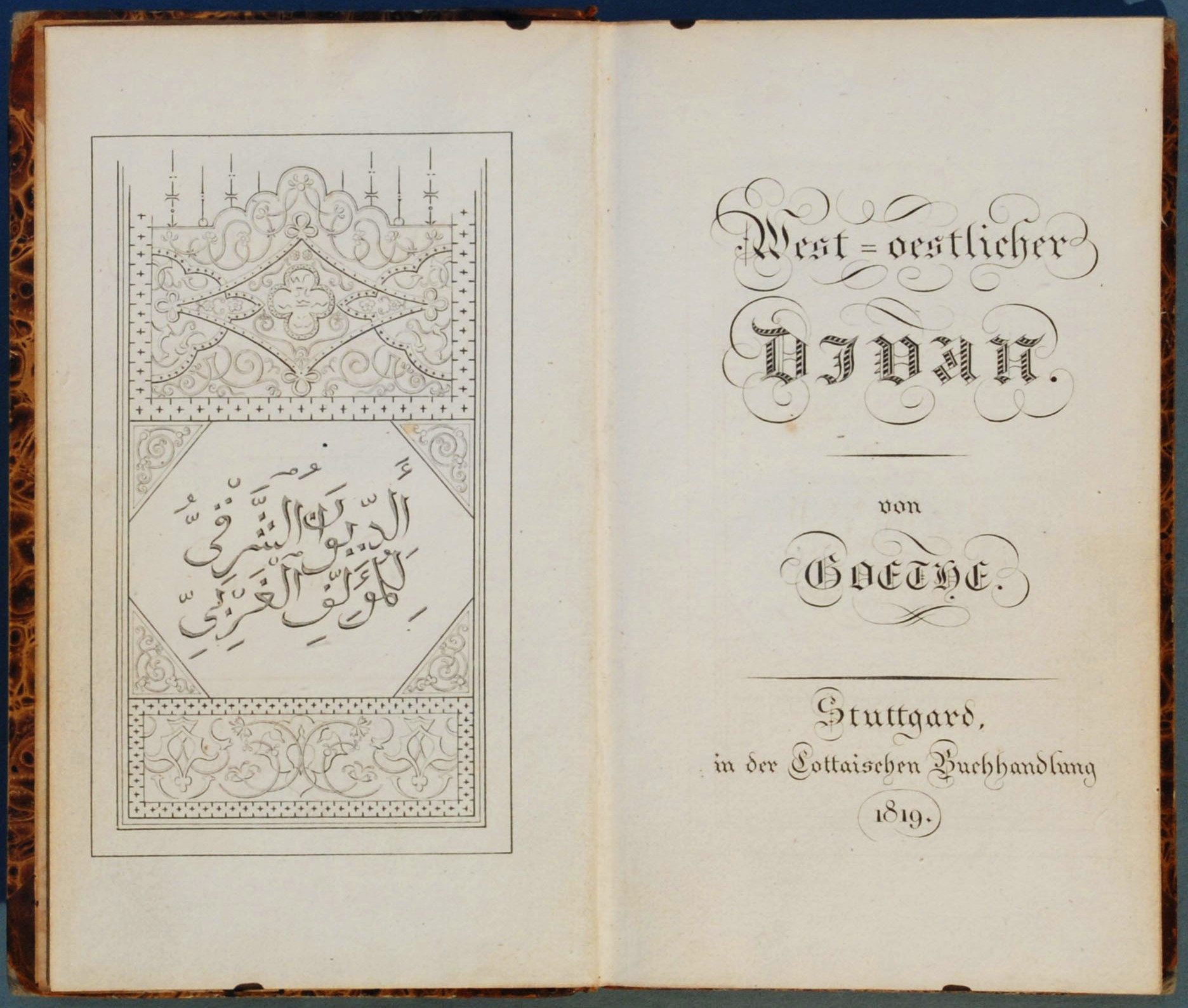
판화가 그려진 초판의 표지면

《서동시집》(西東詩集)(West-östlicher Divan)은 독일 시인 요한 볼프강 폰 괴테의 시집이다. 페르시아의 시인 하피즈에게서 영감을 받았다. 1814년에서 1819년 사이에 썼으며, 괴테의 후기 작품이다.

## 구성
<서동 시집 West-östlicher Divan>은 1819년에 196편으로 나왔으며 1827년에 43편이 증보된 239편의 <신 디반 Neuer Divan>으로 개정되어서 다시 나왔다.
<서동 시집>은, 다양한 시편들의 모음이지만 자세히 보면 구성이 매우 긴밀하다.
시집은 하이템과 줄라이카와의 사랑의 노래로 읊어졌으며 주로 주고받는 연가(戀歌) 형식으로써 12서로 나뉘어 있고, 산문연구 ‘보다 나은 이해를 위하여 Besseren Verständnis’가 함께 있다.
괴테가 14세기경 이란의 시인 하피즈의 <디반(시집) Divan>에 나타난 시를 읽고 동방의 신비스러운 자연과 건강한 관능의 희열에 자극받아 쓰기 시작했다. 이를 시작으로 1814년에 고향인 프랑크푸르트 암마인에 갔을 때, 그의 친지인 은행가 빌레머의 약혼녀인 마리아네를 알게 되어 그녀에 대한 노시인의 정열이 불타올랐고, 그녀 역시 마음속으로는 시인의 사랑에 응답하였는데, 그것이 바로 하이템과 줄라이카와의 사랑으로 표현되었다고 볼 수 있다.

## 내용

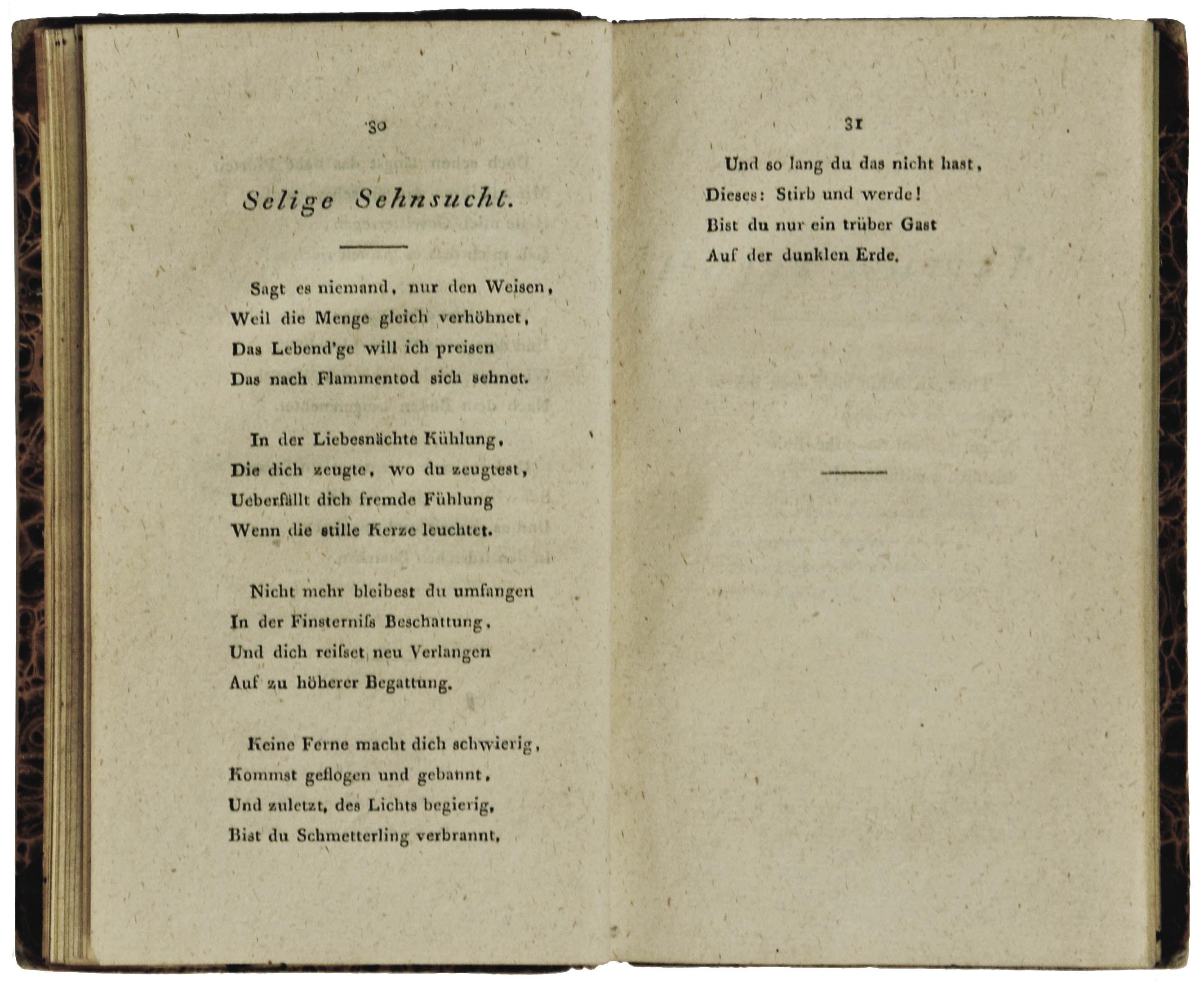
초판의 글씨체와 레이아웃

총 12서로 나뉘어 있는 <서동 시집>은 각각 제목에 드러나 있는 개별적인 주제로 묶여 있지만, 편의를 위해 시집의 전체 순서에다 단락을 두어 대략적으로 네 개의 갈래를 만들어 볼 수 있다.
첫 3서, ‘가인의 서’, ‘하피스의 서’, ‘사랑의 서’는 시집 전체의 두드러진 주제의 집약처럼 읽히는데 ‘가인의 서’가 특히 그렇다. 이어지는 ‘명상의 서’, ‘불만의 서’, ‘격언의 서’는 시로 쓴 잠언집의 성격이고, 그 뒤를 잇는 3서, ‘티무르의 서’, ‘줄라이카의 서’, ‘주막 시동의 서’에서는 각각 인물이 중심이 되고 있다. 마지막 3서, ‘비유의 서’, ‘배화교도의 서’, ‘낙원의 서’는 매우 자유롭고, 다채로운 종교적 성찰이 기반이 되고 있다.
각 ‘서’를 좀 더 자세히 보면 다음과 같다.
- 1. ‘가인의 서’ : 혼돈의 서방에서 순수한 동방으로의 정신적 도피를 담은 서시 <헤지라>에서 시작하여 동방의 풍물들을 노래하는 시들이 표면을 이루고 있다. 실은, 동방의 풍물에 의탁하여 시가 무엇이겠는지를 심층적으로 성찰하는 시편이다.

- 2. ‘하피스의 서’ : 사랑과 술을 노래한 고대 페르시아의 대시인 하피스를 표제로, 대시인의 면면을 살리는 한편 이슬람의 계율과 시의 본질을 살펴보는 시편들로 이루어져 있다.

- 3. ‘사랑의 서’ : 고대 페르시아 시인 하피스가 그랬듯, 거침없이 사랑을 노래한다. 다면적인 사랑의 원형에 아라베스크한 형형색색 동방의 문양이 담긴다.

- 4. ‘불만의 서’ : 정신적 도피의 출발점이 되는 서구의 현실들이, 때로는 직설적으로 때로는 풍자적으로 시편들에 담겨 있다.

- 5. ‘성찰의 서’ : 노시인의 지혜가 동방의 무대를 빌려 다채롭게, 거침없게 전달되는 시편이들이다.

- 6. ‘잠언의 서’ : 동방의 지혜를 빌린 거침없는 지혜의 시편들. 시와 시인들에 대한 성찰이 바탕을 이루고 있다.

- 7. ‘티무르의 서’ : 시집의 중심축인데도 단 두 편으로 이루어지고 (‘겨울과 티무르’, ‘줄라이카에게’), 그나마 한 편은 미완성이어서, 오히려 큰 주목을 끄는 시. 당대의 나폴레옹을 폭군 티무르에게 견주고, 그 폭정을 우회적으로 표현한 시들이다.

- 8. ‘줄라이카의 서’ : 세계 시사에 길이 남아 있는 사랑의 시편들. 서동 시집 안에서도 이 시집을 가장 잘 드러내는 절창의 모음집이다. 고대 페르시아 시인 하템(시편들 안에서 괴테를 대신하는 인물, 괴테 자신이 절묘한 각운을 통해 - ‘괴테’를 써야 운율이 맞을 지점에서 전혀 운율이 맞지 않는 ‘하템’을 써서 눈길을 끈다 - 그 허구의 인물이 자신임을 정교하게 폭로한다)과 그 연인 줄라이카와의 대화 형식으로 이루어진 시편들이 중심을 이루고 있다. 실제로 괴테가, 사랑했던 마리아네에게 보낸 시편들, 페르시아 시인의 시를 매개로 하여 주고 받은 시편뿐만 아니라 마리아네의 시 작품도 포함되어 있는 진기한 묶음이다. 사랑의 노래는 곧 시의 본질과 그 생성을 아름다운 시로 논하는 시편들로 넘어간다. 두 주제가 섞이며 중심을 이룬다.

- 9. ‘주막시동의 서’ : 서,동 시집의 가장 특이한 한 부분. 술 따르는 젊은이의 노시인에 대한 존경과 노시인의 청년에 대한 사랑이 그려진다. 황혼의 풍광 속에서 인생의 허무를 초탈한 자적함을 노래한다.

- 10. ‘비유의 서’ : 사랑의 노래에는 늘 깊은 성찰이 따른다. 노시인의 지혜의 편편이 묶인 마지막 묶음이다.

- 11. ‘배화교도의 서’ : 배화교도의 시초의 모습, 정결하고 순수한 종교 본연의 모습이 그려진다.

- 12. ‘낙원의 서’ : 낙원의 문 앞에 선 시인. 삶이라는 전투의 “투사”였노라고 주장하는 시인의 입장의 허가를 두고 천국의 성처녀와 오가는 문답들은, 자유롭게 시로 풀어쓴 삶과 죽음의 의미이자 시의 근원에 대한 노래이다. 이슬람의 천국에 투사되어 있다.

## 괴테의 삶에서 <서동시집>의 의의
<서동시집>은 괴테의 가장 방대한 시작품일 뿐만 아니라 괴테가 단행본으로 출간한 유일한 시집이다.
실러가 죽은 후에 괴테는 때때로 자신이 이미 현존의 가장자리에 서 있는 것 같이 여겨졌다고 말했다. 이러한 상황에서 그가 오랫동안 고대하던 1814년 여름 라인 지역과 마인 지역으로의 여행은 그에게 새로운 청춘의 체험을 안겨 주었다. 고향과의 재회, 비스바덴에서 치료 효과가 있었던 온천 체류, 재치 있고 우정 어린 친구들의 참여가 그가 로마를 떠난 후로는 거의 경험해 보지 못한 행복한 상태의 소생과 교양을 다시금 향유하게끔 해주었다. 프랑크푸르트의 은행가 요한 야코프 폰 빌레머의 부인으로 그에게 열광적인 호의를 표명해 곧 그의 호감을 얻은 마리안네 폰 빌레머를 통해 <로마의 비가> 후로는 거의 침묵해온 그의 능력, 즉 시에서 심중을 한것 토로할 수 있는 능력이 다시 깨어나고 강화되었다.
그가 여행을 출발하기 직전에 시작한 <서동시집>은 예기치 못한 활력을 띠게 되었다.

## 같이 보기
- 서동시집 관현악단
- 수피파

## 참고 문헌
- <두산백과>, 서동시집 [西東詩集], <네이버 지식백과>에서 인용
- 비루스, 헨드릭 : <괴테 서.동 시집 연구>, 전영애, 서울대학교출판문화원에서 인용
- 뵈르너, 페터: <괴테>, 송동준 역, 한길사